# Saturn Award für die beste Science-Fiction-Serie
Folgende Serien haben den Saturn Award für die beste Science-Fiction-Serie gewonnen:
| Jahr |                  | Serie                         | Weitere Nominierungen |
| ---- | ---------------- | ----------------------------- | --- |
| 2016 |                  | Continuum                     | The 100 Colony Doctor Who The Expanse Wayward Pines Akte X – Die unheimlichen Fälle des FBI                                      |
| 2017 |                  | Westworld                     | The 100 Colony The Expanse Falling Water Incorporated Timeless                                                                   |
| 2018 |                  | The Orville                   | The 100 Colony Doctor Who The Expanse Salvation Akte X – Die unheimlichen Fälle des FBI                                          |
| 2019 |                  | Westworld                     | The 100 Counterpart Doctor Who Krypton Manifest The Orville Roswell, New Mexico                                                  |
| 2021 |                  | Star Trek: Discovery          | Doctor Who Lost in Space – Verschollen zwischen fremden Welten Pandora Raised by Wolves Star Trek: Picard Westworld              |
| 2022 | Netzwerk / Kabel | Superman & Lois               | The Flash The Man Who Fell to Earth Resident Alien Supergirl Westworld                                                           |
|      | Streaming        | Star Trek: Strange New Worlds | The Expanse For All Mankind Lost in Space – Verschollen zwischen fremden Welten The Mandalorian The Orville Star Trek: Discovery |
| 2024 |                  | Star Trek: Picard             | Andor Foundation The Mandalorian Peripherie Silo Star Trek: Strange New Worlds                                                   |
| 2025 |                  | Fallout                       | 3 Body Problem The Ark Dark Matter – Der Zeitenläufer Star Trek: Discovery Ahsoka                                                |